# Championnat d'Europe de futsal 2007
Navigation
Tchéquie 2005 Hongrie 2010
L'Euro de futsal 2007 est la sixième édition du Championnat d'Europe de futsal, compétition organisée par l'Union des associations européennes de football (UEFA) et rassemblant les meilleures équipes nationales masculines européennes de la discipline. Il se déroule à Porto, au Portugal, du 16 au 25 novembre 2007.
Début 2007, les sélections nationales de 33 pays participent à une phase de qualification, dans le but de désigner les sept équipes pouvant prendre part au tournoi final en compagnie du Portugal, qualifiée d'office en tant que pays organisateur.
Les trois anciens vainqueurs terminent sur le podium. Pour sa cinquième finale en six éditions, l'Espagne remporte son quatrième Euro et devient la première nation à conserver son titre. Elle bat l'Italie, championne en 2003, en finale. La Russie termine troisième contre le pays hôte, qui réalise sa meilleure performance en sortant pour la première fois de la phase de groupes.
Le futur meilleur joueur du monde Ricardinho est élu golden player tandis que cinq joueurs se partagent le titre de meilleur buteur de la compétition avec cinq réalisations.

## Organisation

### Lieu de la phase finale
Trois pays candidatent à la réception de l'Euro de futsal 2007 : le Portugal, les Pays-Bas et la Bosnie-Herzégovine.
En avril 2005, le comité exécutif de l'UEFA choisit que la phase finale aura lieu au Portugal.
Prévu à Porto même, les deux lieux sont déplacés dans le District de Porto. Tous les matchs ont lieu au Multiusos Coração de Ouro de Gondomar, à l'exception d'un match de la troisième journée de chaque groupe, afin que les deux matchs se déroulent au même moment. Celui-ci est joué au Pavilhao Municipal de Santo Tirso.

### Format de la compétition
Les huit équipes qualifiées sont séparées en deux groupes de quatre, joués en tournoi toutes rondes. Par souci d'équité, les deux matchs de la troisième journée de la phase de groupe sont joués au même moment dans les deux salles.
Les deux premiers de chacun des deux groupes sont qualifiés pour les demi-finales à élimination directe. Les premiers y affrontent les seconds de l'autre groupe.

### Équipes qualifiées
Début 2007, 33 sélections nationales de futsal prennent par aux qualifications. Un tour préliminaire à trois groupes de quatre équipes qualifie cinq sélections pour le tour principal composé de sept groupes de quatre équipes.
Seuls leurs sept premiers se joignent au pays hôte qualifié d'office, le Portugal, pour la phase finale
| Équipe nationale | Mode de qualification | Nombre de participation          | Meilleure performance               |
| ---------------- | --------------------- | -------------------------------- | ----------------------------------- |
| Espagne          | vainqueur du groupe C | 5 (1996, 1999, 2001, 2003, 2005) | vainqueur (1996, 2001, 2005)        |
| Russie           | vainqueur du groupe F | 5 (1996, 1999, 2001, 2003, 2005) | vainqueur (1999)                    |
| Italie T         | vainqueur du groupe A | 5 (1996, 1999, 2001, 2003, 2005) | vainqueur (2003)                    |
| Ukraine          | vainqueur du groupe B | 4 (1996, 2001, 2003, 2005)       | finaliste (2001, 2003)              |
| Portugal         | hôte                  | 3 (1999, 2003, 2005)             | groupe (1999, 2003, 2005)           |
| Tchéquie         | vainqueur du groupe E | 3 (2001, 2003, 2005)             | demi-finaliste (2003)               |
| Serbie           | vainqueur du groupe D | 1 (Yougoslavie : 1999)           | demi-finaliste (Yougoslavie : 1999) |
| Roumanie         | vainqueur du groupe G | 0 (début)                        | -                                   |

Toutes les grandes nations de futsal européen se qualifient pour la phase finale : l'Espagne, l'Italie (alors sur 15 succès consécutifs et invaincu depuis deux ans et demi), la Russie et l'Ukraine.
Créée seulement en 2003, la Roumanie participe à sa première phase finale formée d'un groupe du club Cip Deva (11 joueurs sur 14).

## Personnalités

### Effectif par sélection
| Équipe   | Effectif |
| -------- | --- |
| Espagne  | cf. Effectif vainqueur en bas de page |
| Italie   | Gianfranco Angelini (Levinsson Roma), Alexandre (Luparense), Caio (ElPozo Murcie - ESP), Fabiano (Guadalajara - ESP), Marcinho (Montesilvano), Nando Grana (Luparense), Jocimar (Luparense), Carlinhos (Luparense), Patrick (Luparense), Dè (MRA Navarra - ESP), Scala (Domusdemaria), Saad (Mostoles 2008 - ESP), Vinicius (ElPozo Murcie - ESP), Edgar Rocha Bertoni (Interviú - ESP), Perquinho (LazioColleferro), Vampeta (Luparense), Adriano Foglia (Montesilvano), Dudù (Montesilvano), Erick (Marca Trevigiana), Seco (Mostoles 2008). Coach : Alessandro Nuccorini. |
| Portugal | Gardiens : João Benedito (Sporting CP), Cristiano (Sporting CP), Alex (Boavista FC). Joueurs de champ : Israel (AR Freixieiro), Ivan (AR Freixieiro), Formiga (Burela FS Pescados Rubén), Marcelinho (DKV Seguros Zaragoza), Leitão (Lobelle Santiago), Joel Queirós (MRA Navarra), Arnaldo Pereira (Benfica), Gonçalo Alves (Benfica), Pedro Costa (Benfica), Ricardinho (Benfica), Zé Maria (Benfica). Coach : Orlando Duarte. |
| Roumanie | |
| Russie   | Gardiens : Pavel Stepanov (Dinamo Moscou), Sergei Zuev (VIZ-Sinara). Joueurs de champ : Cirilo (Dinamo Moscou), Konstantin Dushkevich (MFK Spartak-Shelkovo), Pavel Chistopolov (VIZ-Sinara), Sergei Sergeev (MFK CSKA Moskva), Konstantin Maevski (Dinamo Moscou), Pelé Junior (Dinamo Moscou), Aleksandr Fukin (Dina Moscou), Damir Khamadiev (VIZ-Sinara), Vladislav Shayakhmetov (VIZ-Sinara), Sergei Malyshev (MFK Norilski Nikel), Pavel Kobzar (Dinamo Moscou). Coach : Oleg Ivanov. |
| Serbie   | Gardiens : Predrag Brzakovic (Municipium - MTE), Vladimir Ranisavljevic (Araz Naxçivan - AZE). Joueurs de champ : Marko Peric (Marbo Beograd), Vladan Cvetanovic (Ekonomac), Milan Bogdanovic (Marbo Beograd), Predrag Rajic (Marbo Beograd), Zeljko Borojevic (Marbo Beograd), Bojan Pavicevic (Marbo Beograd), Zoran Dimic (Marbo Beograd), Igor Soso (Marbo Beograd), Vidan Bojovic (Ekonomac), Slobodan Rajcevic (KMF SAS Zrenjanin), Milan Zivic (Municipium - MTE), Milan Rakić (Municipium - MTE). Coach : Aca Kovacevic. |
| Tchéquie | Gardiens : Libor Gercak (Nejzbach Vysoké Mýto), Tomas Meller (FK Era-Pack Chrudim). Joueurs de champ : Vit Blazej (CC LKW Jistebník), Tomas Sluka (CC LKW Jistebník), Martin Dlouhy (Eco Investment Praha), Jiri Novotny (Eco Investment Praha), David Fric (Eco Investment Praha), Zdenek Slama (Eco Investment Praha), David Filinger (Benago Praha), Jan Janovsky (Jango Myslowice - POL), Michal Mares (Pramen Havlickuv Brod), Roman Mares (FK Era-Pack Chrudim), Marek Kopecky (FK Era-Pack Chrudim), Lukas Resetar (Split - CRO). Coach : Tomas Neumann. |
| Ukraine  | 1- Vasyl Sukhomlinov (20/05/1976 - Shakhtar Donetsk), 2- Sergii Cheporniuk (18/04/1982 - Aktyubrentgen Aqtobe - KAZ), 3- Roman Vakhula (13/07/1985 - TVD Lvov), 4- Dmytro Ivanov (15/12/1985 - Kiev Unisport), 5- Yevgen Rogachov (30/08/1983 - TVD Lvov), 6- Dmytro Silchenko (07/10/1982 - TVD Lvov), 7- Denis Ovshannikov (10/12/1984 - Energy Lvov), 8- Oleksandr Khursov (01/06/1981 - Enakievo Enakievez), 9- Valerii Zamyatin (15/01/1979 - Enakievez Enakievo), 10 - Sergiy Sytin (19/07/1982 - Spartak Shelkovo - RUS), 11 - Sergiy Taranchuk (23/05/1982 - Lokomotiv Kharkov), 12 - Yevgen Ivanyak (28/09/1982 - Taim Lvov), 13 - Sergii Yakunin (21/07/1984 - Energy Lvov), 14 - Mykhaylo Romanov (21/07/1983 - Kontingent Zhytomyr). Coach : Gennadyi Lysenchuk. |

### Arbitres
| Nom                            | Nation                    |
| ------------------------------ | ------------------------- |
| Alexandr REMIN                 | Drapeau de la Biélorussie |
| Pascal LEMAL                   | Drapeau de la Belgique    |
| Edi SUNJIC                     | Drapeau de la Croatie     |
| Karel HENYCH                   | Drapeau de la Tchéquie    |
| Károly TÖRÖK                   | Drapeau de la Hongrie     |
| Massimo CUMBO                  | Drapeau de l'Italie       |
| Vladimir COLBASIUC             | Drapeau de la Moldavie    |
| Antonius VAN EEKELEN           | Drapeau des Pays-Bas      |
| Antonio Jose FERNANDES CARDOSO | Drapeau du Portugal       |
| Ivan SHABANOV                  | Drapeau de la Russie      |
| Roberto GRACIA MARIN           | Drapeau de l'Espagne      |
| Oleg IVANOV                    | Drapeau de l'Ukraine      |

## Phase de groupes

### Groupe A
Le premier match voit s'affronter le pays hôte portugais et le vice-champion du monde italien. La Roumanie débute par une victoire 8-4 sur la République tchèque. Les Roumains sont ensuite lourdement battus par les Italiens (7-1).
| Équipe   | MJ | V | N | D | Bp | Bc | diff. | Pts |
| -------- | -- | - | - | - | -- | -- | ----- | --- |
| Italie   | 3  | 2 | 1 | 0 | 11 | 1  | +10   | 7   |
| Portugal | 3  | 2 | 1 | 0 | 8  | 3  | +5    | 7   |
| Roumanie | 3  | 1 | 0 | 2 | 9  | 14 | -5    | 3   |
| Tchéquie | 3  | 0 | 0 | 3 | 7  | 17 | -10   | 0   |

| 16 novembre 2007 | Portugal | 0 – 0 | Italie |                                                                         |                                                                         |
| 19:30            |          |       |        | Multiusos, Gondomar, Porto Spectateurs : 3 300 Arbitrage : Károly Török | Multiusos, Gondomar, Porto Spectateurs : 3 300 Arbitrage : Károly Török |
| 19:30            | rapport  |       |        | Multiusos, Gondomar, Porto Spectateurs : 3 300 Arbitrage : Károly Török | Multiusos, Gondomar, Porto Spectateurs : 3 300 Arbitrage : Károly Török |

| 16 novembre 2007 | Tchéquie                                                          | 4 – 8 | Roumanie                                                                                               |                                                    |                                                    |
| 21:30            | G. Dobre 15e (csc) · T. Sluka 18e · L. Rešetár 27e · M. Mareš 30e |       | R. F. Matei 12e 37e 40e (pen.) · C. Gherman 17e · R. Lupu 23e 35e · G. Molomfalean 24e · Lo. Szöcs 32e | Multiusos, Gondomar, Porto Arbitrage : Oleg Ivanov | Multiusos, Gondomar, Porto Arbitrage : Oleg Ivanov |
| 21:30            | rapport                                                           |       | | Multiusos, Gondomar, Porto Arbitrage : Oleg Ivanov | Multiusos, Gondomar, Porto Arbitrage : Oleg Ivanov |

| 18 novembre 2007 | Italie                                                                 | 7 – 1 | Roumanie       |                                                             |                                                             |
| 16:30            | C. Morgado 2e 21e 23e · S. Assis 6e · A. Foglia 10e 19e · F. Grana 26e |       | C. Gherman 14e | Multiusos, Gondomar, Porto Arbitrage : Roberto Gracia Marin | Multiusos, Gondomar, Porto Arbitrage : Roberto Gracia Marin |
| 16:30            | rapport                                                                |       |                | Multiusos, Gondomar, Porto Arbitrage : Roberto Gracia Marin | Multiusos, Gondomar, Porto Arbitrage : Roberto Gracia Marin |

| 18 novembre 2007 | Portugal                                                                 | 5 – 3 | Tchéquie                      |                                                                          |                                                                          |
| 18:30            | Ricardinho 7e · Gonçalo 15e · Arnaldo 20e · Marcelinho 28e · Formiga 36e |       | R. Mareš 1re 12e · D. Frič 9e | Multiusos, Gondomar, Porto Spectateurs : 3 648 Arbitrage : Ivan Shabanov | Multiusos, Gondomar, Porto Spectateurs : 3 648 Arbitrage : Ivan Shabanov |
| 18:30            | rapport                                                                  |       |                               | Multiusos, Gondomar, Porto Spectateurs : 3 648 Arbitrage : Ivan Shabanov | Multiusos, Gondomar, Porto Spectateurs : 3 648 Arbitrage : Ivan Shabanov |

| 21 novembre 2007 | Roumanie | 0 – 3 | Portugal                        |                                                                       |                                                                       |
| 18:15            |          |       | Ricardinho 1re 25e · Leitão 34e | Multiusos, Gondomar, Porto Spectateurs : 3 450 Arbitrage : Edi Sunjic | Multiusos, Gondomar, Porto Spectateurs : 3 450 Arbitrage : Edi Sunjic |
| 18:15            | rapport  |       |                                 | Multiusos, Gondomar, Porto Spectateurs : 3 450 Arbitrage : Edi Sunjic | Multiusos, Gondomar, Porto Spectateurs : 3 450 Arbitrage : Edi Sunjic |

| 21 novembre 2007 | Italie                                                         | 4 – 0 | Tchéquie |                                                                   |                                                                   |
| 18:15            | S. Zanetti 11e · A. Foglia 23e · A. Fabiano 32e · F. Grana 36e |       |          | Pavilhao Municipal, Santo Tirso, Porto Arbitrage : Alexandr Remin | Pavilhao Municipal, Santo Tirso, Porto Arbitrage : Alexandr Remin |
| 18:15            | rapport                                                        |       |          | Pavilhao Municipal, Santo Tirso, Porto Arbitrage : Alexandr Remin | Pavilhao Municipal, Santo Tirso, Porto Arbitrage : Alexandr Remin |

### Groupe B
La Serbie emmenée par Marko Perić (23 ans) est la surprise du groupe pour sa première phase finale. Après avoir causé des frayeurs à la Russie, elle fait match nul 1-1 avec l'Espagne puis bat l'Ukraine 3-2.
| Équipe    | MJ | V | N | D | Bp | Bc | diff. | Pts |
| --------- | -- | - | - | - | -- | -- | ----- | --- |
| Espagne T | 3  | 2 | 1 | 0 | 11 | 4  | +7    | 7   |
| Russie    | 3  | 2 | 0 | 1 | 10 | 8  | +2    | 6   |
| Serbie    | 3  | 1 | 1 | 1 | 7  | 8  | -1    | 4   |
| Ukraine   | 3  | 0 | 0 | 3 | 5  | 13 | -8    | 0   |

| 17 novembre 2007 | Espagne                                                                 | 6 – 2 | Ukraine               |                                                             |                                                             |
| 15:00            | Marcelo 15e 38e · Kike 17e · Álvaro 27e · Jordi Torras 33e · Daniel 35e |       | S. Cheporniuk 17e 27e | Multiusos, Gondomar, Porto Arbitrage : Antonius Van Eekelen | Multiusos, Gondomar, Porto Arbitrage : Antonius Van Eekelen |
| 15:00            | rapport                                                                 |       |                       | Multiusos, Gondomar, Porto Arbitrage : Antonius Van Eekelen | Multiusos, Gondomar, Porto Arbitrage : Antonius Van Eekelen |

| 17 novembre 2007 | Serbie                          | 3 – 5 | Russie                                                     |                                                     |                                                     |
| 17:00            | P. Rajić 24e 31e · M. Perić 26e |       | Cirilo 2e 15e 34e · D. Khamadiev 24e · V. Shayakhmetov 37e | Multiusos, Gondomar, Porto Arbitrage : Karel Henych | Multiusos, Gondomar, Porto Arbitrage : Karel Henych |
| 17:00            | rapport                         |       |                                                            | Multiusos, Gondomar, Porto Arbitrage : Karel Henych | Multiusos, Gondomar, Porto Arbitrage : Karel Henych |

| 19 novembre 2007 | Ukraine                | 1 – 4 | Russie                                                                       |                                                                       |                                                                       |
| 19:00            | D. Khamadiev 35e (csc) |       | O. Khursov 20e (csc) · Cirilo 26e (pen.) · V. Shayakhmetov 27e · S. Zuev 36e | Multiusos, Gondomar, Porto Arbitrage : Antonio Jose Fernandes Cardoso | Multiusos, Gondomar, Porto Arbitrage : Antonio Jose Fernandes Cardoso |
| 19:00            | rapport                |       |                                                                              | Multiusos, Gondomar, Porto Arbitrage : Antonio Jose Fernandes Cardoso | Multiusos, Gondomar, Porto Arbitrage : Antonio Jose Fernandes Cardoso |

| 19 novembre 2007 | Espagne    | 1 – 1 | Serbie       |                                                           |                                                           |
| 21:00            | Andreu 18e |       | P. Rajić 40e | Multiusos, Gondomar, Porto Arbitrage : Vladimir Colbasiuc | Multiusos, Gondomar, Porto Arbitrage : Vladimir Colbasiuc |
| 21:00            | rapport    |       |              | Multiusos, Gondomar, Porto Arbitrage : Vladimir Colbasiuc | Multiusos, Gondomar, Porto Arbitrage : Vladimir Colbasiuc |

| 21 novembre 2007 | Russie        | 1 – 4 | Espagne                                   |                                                      |                                                      |
| 16:15            | K. Maevski 6e |       | Andreu 17e · Daniel 20e 38e · Marcelo 23e | Multiusos, Gondomar, Porto Arbitrage : Massimo Cumbo | Multiusos, Gondomar, Porto Arbitrage : Massimo Cumbo |
| 16:15            | rapport       |       |                                           | Multiusos, Gondomar, Porto Arbitrage : Massimo Cumbo | Multiusos, Gondomar, Porto Arbitrage : Massimo Cumbo |

| 21 novembre 2007 | Ukraine                          | 2 – 3 | Serbie                              |                                                                 |                                                                 |
| 16:15            | S. Cheporniuk 21e · S. Sytin 24e |       | P. Rajić 5e 23e · V. Cvetanović 14e | Pavilhao Municipal, Santo Tirso, Porto Arbitrage : Pascal Lemal | Pavilhao Municipal, Santo Tirso, Porto Arbitrage : Pascal Lemal |
| 16:15            | rapport                          |       |                                     | Pavilhao Municipal, Santo Tirso, Porto Arbitrage : Pascal Lemal | Pavilhao Municipal, Santo Tirso, Porto Arbitrage : Pascal Lemal |

## Phase à élimination directe
Les quatre favoris se qualifient pour les demi-finales.

### Tableau
|  | Demi-finales      | Demi-finales      |                        |         | Finale            | Finale            |
|  | Demi-finales      | Demi-finales      |                        |         | Finale            | Finale            |
|  |                   |                   |                        |         |                   |                   |
|  | 23 novembre à 19h | 23 novembre à 19h |                        |         | 25 novembre à 18h | 25 novembre à 18h |
|  | 23 novembre à 19h | 23 novembre à 19h |                        |         | 25 novembre à 18h | 25 novembre à 18h |
|  | Italie            | 2                 |                        |         | 25 novembre à 18h | 25 novembre à 18h |
|  | Italie            | 2                 |                        |         | 25 novembre à 18h | 25 novembre à 18h |
|  | Russie            | 0                 |                        |         | 25 novembre à 18h | 25 novembre à 18h |
|  | Russie            | 0                 | Italie                 | 1       |                   |                   |
|  | 23 novembre à 21h |                   | Italie                 | 1       |                   |                   |
|  |                   | Espagne T         | 3                      |         |                   |                   |
|  | Espagne T         | Espagne T         | 3                      | 2 tab 4 |                   |                   |
|  | Espagne T         |                   |                        | 2 tab 4 |                   |                   |
|  | Portugal          | 2 tab 2           |                        |         |                   |                   |
|  | Portugal          | 2 tab 2           | Match pour la 3e place |         |                   |                   |
|  |                   |                   |                        |         |                   |                   |
|  | 25 novembre à 16h |                   |                        |         |                   |                   |
|  |                   |                   |                        |         |                   |                   |
|  | Russie            | 3                 |                        |         |                   |                   |
|  | Russie            | 3                 |                        |         |                   |                   |
|  | Portugal          | 2                 |                        |         |                   |                   |
|  | Portugal          | 2                 |                        |         |                   |                   |

### Demi-finales
L'Italie prouve sa valeur grâce à sa victoire 2-0 sur la Russie, finaliste en 2005 et référence en termes de défense.

L'Espagne doit s'en remettre à deux buts inscrits en fin de match et une séance de tirs au but pour éliminer le Portugal en demi-finale.
| 23 novembre 2007 | Italie                    | 2 – 0 | Russie |                                                             |                                                             |
| 19:00            | Grana 3e · A. Fabiano 31e |       |        | Multiusos, Gondomar, Porto Arbitrage : Roberto Gracia Marin | Multiusos, Gondomar, Porto Arbitrage : Roberto Gracia Marin |
| 19:00            | rapport                   |       |        | Multiusos, Gondomar, Porto Arbitrage : Roberto Gracia Marin | Multiusos, Gondomar, Porto Arbitrage : Roberto Gracia Marin |

| 23 novembre 2007 | Espagne                              | 2 – 2 4 – 3 t. a. b. | Portugal                                               |                                                                          |                                                                          |
| 21:00            | Daniel 36e · Andreu 39e              | (0–0, 2-2, 2-2)      | Gonçalo 31e · Ricardinho 35e                           | Multiusos, Gondomar, Porto Spectateurs : 3 900 Arbitrage : Massimo Cumbo | Multiusos, Gondomar, Porto Spectateurs : 3 900 Arbitrage : Massimo Cumbo |
| 21:00            | rapport                              |                      |                                                        | Multiusos, Gondomar, Porto Spectateurs : 3 900 Arbitrage : Massimo Cumbo | Multiusos, Gondomar, Porto Spectateurs : 3 900 Arbitrage : Massimo Cumbo |
| 21:00            | Kike · Daniel · Jordi Torras · Ortiz | Tirs au but 4 – 3    | Ricardinho · Joel Queirós · Marcelinho · Ivan · Leitão | Multiusos, Gondomar, Porto Spectateurs : 3 900 Arbitrage : Massimo Cumbo | Multiusos, Gondomar, Porto Spectateurs : 3 900 Arbitrage : Massimo Cumbo |

### Troisième place
| 25 novembre 2007 | Russie                                          | 3 – 2 | Portugal                 |                                                                        |                                                                        |
| 16:00            | Cirilo 17e · A. Fukin 18e · V. Shayakhmetov 36e |       | Gonçalo 15e · Leitão 36e | Multiusos, Gondomar, Porto Spectateurs : 3 100 Arbitrage : Oleg Ivanov | Multiusos, Gondomar, Porto Spectateurs : 3 100 Arbitrage : Oleg Ivanov |
| 16:00            | rapport                                         |       |                          | Multiusos, Gondomar, Porto Spectateurs : 3 100 Arbitrage : Oleg Ivanov | Multiusos, Gondomar, Porto Spectateurs : 3 100 Arbitrage : Oleg Ivanov |

### Finale
Dans un revanche de la finale de la Coupe du monde de 2004 (2-1 pour l'Espagne face à l'Italie), la victoire est de nouveau ibérique (3-1). L'Espagne devient la première nation à conserver son titre.
| Titulaires :         |               |
|                      |               |
|                      | Alexandre     |
|                      | Dè            |
|                      | Rocha Bertoni |
|                      | Dudù          |
|                      | Marcinho      |
|                      |               |
| Remplaçants :        |               |
|                      | Nando Grana   |
|                      | Vinicius      |
|                      | Saad          |
|                      | Fabiano       |
|                      | Foglia        |
|                      | Caio          |
|                      | Seco          |
|                      |               |
| Sélectionneur :      |               |
| Alessandro Nuccorini |               |

| Titulaires :    |                |
|                 |                |
|                 | Luis Amado     |
|                 | Alvaro         |
|                 | Kike           |
|                 | Andreu         |
|                 | Marcelo        |
|                 |                |
| Remplaçants :   |                |
|                 | Ortiz          |
|                 | Javi Eseverri  |
|                 | Torras         |
|                 | Javi Rodriguez |
|                 | Borja          |
|                 | Juanjo         |
|                 | Daniel         |
|                 |                |
| Sélectionneur : |                |
| Venancio Lopez  |                |

| Titulaires :         |               |
|                      |               |
|                      | Alexandre     |
|                      | Dè            |
|                      | Rocha Bertoni |
|                      | Dudù          |
|                      | Marcinho      |
|                      |               |
| Remplaçants :        |               |
|                      | Nando Grana   |
|                      | Vinicius      |
|                      | Saad          |
|                      | Fabiano       |
|                      | Foglia        |
|                      | Caio          |
|                      | Seco          |
|                      |               |
| Sélectionneur :      |               |
| Alessandro Nuccorini |               |

| Titulaires :    |                |
|                 |                |
|                 | Luis Amado     |
|                 | Alvaro         |
|                 | Kike           |
|                 | Andreu         |
|                 | Marcelo        |
|                 |                |
| Remplaçants :   |                |
|                 | Ortiz          |
|                 | Javi Eseverri  |
|                 | Torras         |
|                 | Javi Rodriguez |
|                 | Borja          |
|                 | Juanjo         |
|                 | Daniel         |
|                 |                |
| Sélectionneur : |                |
| Venancio Lopez  |                |

## Classements et récompenses

### Classement final
| Rang      | Équipe    | MJ | V | N | D | Bp | Bc | Diff. | Pts    |
| --------- | --------- | -- | - | - | - | -- | -- | ----- | ------ |
| champion  | Espagne T | 5  | 3 | 2 | - | 16 | 7  | +9    | 11 pts |
| finaliste | Italie    | 5  | 3 | 1 | 1 | 14 | 4  | +10   | 10 pts |
| troisième | Russie    | 5  | 3 | - | 2 | 13 | 14 | +1    | 9 pts  |
| 4e        | Portugal  | 5  | 2 | 2 | 1 | 12 | 8  | +4    | 8 pts  |
| 5e        | Serbie    | 3  | 1 | 1 | 1 | 7  | 8  | -1    | 4 pts  |
| 6e        | Roumanie  | 3  | 1 | - | 2 | 9  | 14 | -5    | 3 pts  |
| 7e        | Ukraine   | 3  | - | - | 3 | 5  | 13 | -8    | 0 pt   |
| 8e        | Tchéquie  | 3  | - | + | 3 | 7  | 17 | -10   | 0 pt   |

### Meilleurs buteurs
Predrag Rajić termine le tournoi en tête du classement des buteurs, à égalité avec l'Espagnol Daniel et le Russe d'origine brésilienne Cirilo.
| Rang | Nom            | Buts |
| ---- | -------------- | ---- |
| 1    | Predrag Rajić  | 5    |
| -    | Daniel         | 5    |
| -    | Cirilo         | 5    |
| 4    | Marcelo Soares | 4    |
| -    | Ricardinho     | 4    |
| 6    | 7 joueurs      | 3    |
| 13   | 6 joueurs      | 2    |
| 19   | 24 joueurs     | 1    |

### Meilleur joueur

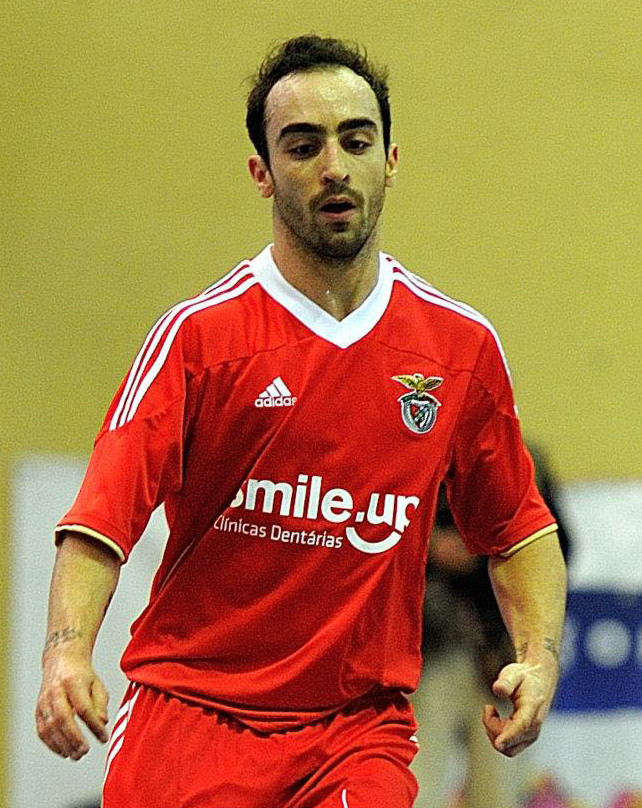
Ricardinho (avec Benfica) en 2012.

Le portugais Ricardinho est élu golden player (joueur d'or) de la compétition. Un des plus jeunes joueurs du tournoi (22 ans), il est un artisan de la première demi-finale de l'équipe du Portugal dans la compétition.
Lors du second match de poule, le Portugal s'impose 5-3 sur la République tchèque avec un but de Ricardinho. Il était omniprésent dans le dernier match du Groupe A avec deux réalisations pour battre la Roumanie 3-0. En demi-finale contre l'Espagne, il donne l'avantage au Portugal d'un retourné acrobatique et transforme son tir au but mais le Portugal s'incline (2-2 tab 4-3).

### Prix du fairplay
| Rang | Équipe   | Points | Matchs joués |
| ---- | -------- | ------ | ------------ |
| 1    | Portugal | 8.900  | 5            |
| 2    | Russie   | 8.721  | 5            |
| 3    | Italie   | 8.707  | 5            |
| 4    | Serbie   | 8.571  | 3            |
| 5    | Roumanie | 8.523  | 3            |
| 6    | Espagne  | 8.507  | 5            |
| 7    | Ukraine  | 8.452  | 3            |
| 8    | Tchéquie | 8.095  | 3            |

## Médiatisation
Le match pour la troisième place et la finale sont couverts en direct sur Eurosport. Le tournoi fait exploser les audiences TV dans le pays hôte.